# قالب القراءة المفتوح 67 للكروموسوم 17
قالب القراءة المفتوح 67 للكروموسوم 17 أو إطار القراءة المفتوح 67 للكروموسوم 17 هو بروتين يتم ترميزه في البشر بواسطة جين C17orf67.